# Anne Le Fèvre Dacier
Anne Le Fèvre Dacier (Preuilly-sur-Claise, 5 agosto 1647 – Parigi, 17 agosto 1720) è stata una traduttrice e filologa classica francese.

## Biografia
Anne Le Fèvre crebbe a Saumur dove il padre, Tanneguy Le Fèvre, era professore di greco. Nel 1664 Anne sposò lo stampatore del padre, Jean II Lesnier, ma si separò molto presto e dopo la di lui morte si risposò, nel 1683, con André Dacier, collaboratore del padre di Anne nell'Accademia di Saumur.
Alla morte del padre nel 1672, si garantì la protezione di Pierre-Daniel Huet, vescovo di Avranches, e venne a Parigi con una parziale traduzione di Callimaco che pubblicò in seguito insieme con una traduzione latina e delle note (1674). Quel suo lavoro fu apprezzato dal duca di Montausier, che l'assunse come redattrice della collana Ad usum Delphini, per la quale pubblicò traduzioni da Floro (1674), Aurelio Vittore (1681), Eutropio (1683), Ditti Cretese e Darete di Frigia (1684).
Nel 1681 apparve la sua versione in prosa di Anacreonte e di Saffo. Negli anni seguenti, pubblicò versioni in prosa di Terenzio e di Plauto (l'Anfitrione, il Rudens e l'Epidicus, (1683) e di Aristofane (Pluto, Le Nuvole, 1684). Nel 1684 si ritirò col marito a Castres nell'intento di dedicarsi allo studio della teologia: l'anno dopo, i due coniugi annunciarono la loro abiura del protestantesimo, ciò che procurò loro una pensione da parte di Luigi XIV.
Nel 1699 pubblicò la traduzione in prosa dell'Iliade, seguita nove anni dopo da quella dell'Odissea, una fatica che le ha assicurato un posto nella storia della letteratura francese. Quelle traduzioni fecero infatti scoprire Omero a molti letterati francesi, fra i quali Antoine Houdar de La Motte e fu l'occasione della ripresa della querelle des Anciens et des Modernes quando Houdar pubblicò una versione in versi dell'Iliade ridotta e modificata secondo il proprio gusto, e accompagnata da un Discours sur Homère, ove spiegava le ragioni per le quali Omero non soddisfaceva più il suo gusto critico. Anne Dacier replicò nello stesso anno con le sue Des causes de la corruption du goût.
Houdar proseguì allegramente la polemica, motteggiando, ed ebbe la soddisfazione di vedere l'abate Terrasson prendere le sue parti con la pubblicazione, nel 1715, della Dissertation critique sur l'Iliade dove sosteneva che la scienza e la filosofia, particolarmente quelle di Descartes, avevano talmente sviluppato lo spirito umano da rendere i poeti moderni nettamente superiori a quelli della Grecia antica.
Lo stesso anno Claude Buffier pubblicò Homère en arbitrage concludendo che le due parti contrapposte convenivano su un punto essenziale, e cioè sul fatto che Omero era uno dei maggiori geni dell'umanità e che non esistevano opere paragonabili alle sue. Come a riaffermare il loro consenso con quella tesi, il 5 aprile 1716 Anne Dacier e Houdar brindarono alla salute di Omero durante un pranzo in casa di Jean-Baptiste-Henri de Valincour.
La Dacier, che fu ammessa all'Accademia dei Ricovrati, cooperò a diversi lavori del marito, in particolare al Plutarque. Nicolas Boileau aveva grande stima della signora Dacier, mettendola al di sopra del marito.

### Traduzioni
- Poesie di Anacreonte e di Saffo (1681)
- Tre commedie di Plauto (1683)
- Le commedie di Terenzio (1688)
- Iliade (1699)
- Odissea (1716)

### Opere
- Des causes de la corruption du goût, Paris 1714 Testo[collegamento interrotto]
- Homère défendu contre l'apologie du père Hardouin, Paris 1716 Testo[collegamento interrotto]

### Studi
- J.-F. Bodin, Recherches historiques sur l'académie de Saumur, 1814-1818
- E. Cary, Les grands traducteurs français, Genève, Georg, 1963
- É. Egger, L'Hellénisme en France, II, 1869
- E. Malcovati, Madame Dacier, Firenze, Sansoni, 1952
- P. Mazon, Mme Dacier et les traductions d'Homère en France, Oxford, Clarendon, 1936
- H. Rigault, Histoire de la querelle des anciens et des modernes, 1856
- L. de Rouvroy, duc de Saint-Simon, Mémoires[collegamento interrotto]
- C. A. Sainte-Beuve, Causeries du lundi, vol. IX
- G. S. Santangelo, Madame Dacier, una filologa, Roma 1984